# 311 Claudia
A 311 Claudia a Naprendszer kisbolygóövében található aszteroida. Auguste Charlois fedezte fel 1891. június 11-én.